# Hiroshi Yoshinaga
Hiroshi Yoshinaga (吉永 大志 Yoshinaga Hiroshi?), född 14 oktober 1996 i Gunma prefektur, är en japansk fotbollsspelare.
Yoshinaga började sin karriär 2019 i Fukushima United FC.